# 大地溝帯

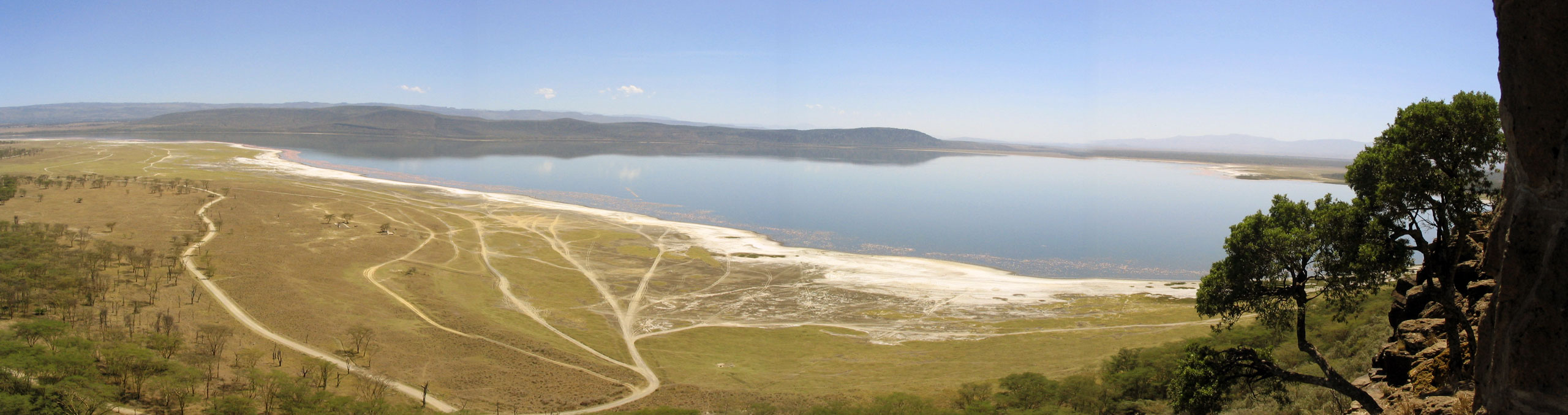
ケニアのナクル湖

大地溝帯（だいちこうたい、グレート・リフト・バレー、Great Rift Valley）は、主にアフリカ大陸を南北に縦断する巨大な谷で、プレート境界の一つである。大地溝帯の谷は、幅35–100キロメートル、総延長は7000キロメートルにのぼる。正断層で地面が割れ、落差100メートルを超える急な崖や谷底にできた湖沼などが随所にある。

## 位置

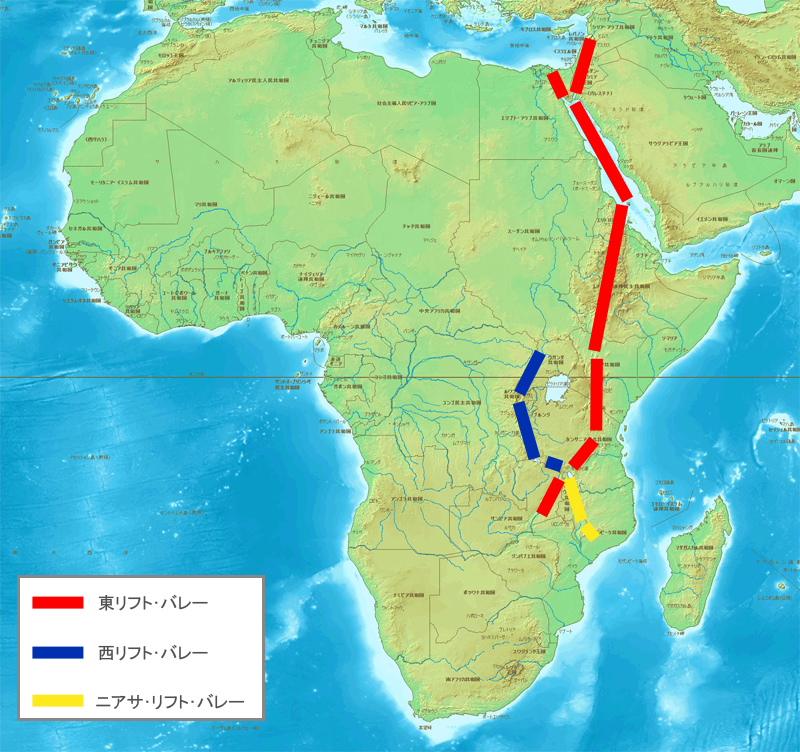
大地溝帯の位置

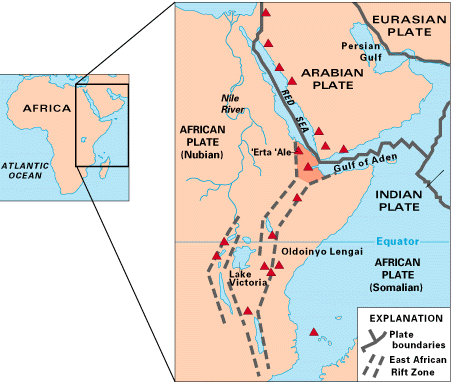
東リフトと西リフトの地質学的関係

狭義の大地溝帯は、エチオピアを南北に走る高原地帯から、ズワイ湖、シャーラ湖、チャモ湖、トゥルカナ湖から、タンザニアへと至る。これは東リフト・バレーとも、発見者の英人探検家ジョン・ウォルター・グレゴリーにちなんで、グレゴリー・リフト・バレーとも呼ばれる。
東リフト・バレーは、エチオピアから北に続き、ジブチで紅海（紅海地溝帯）とアデン湾に分かれる、アファール三重点を形成し、紅海からシナイ半島、アカバ湾、ヨルダン渓谷を通り、陸上の最低点である死海（死海トランスフォーム断層）やガリラヤ湖（ヨルダン地溝帯）へと連なっている。
東リフト・バレーには、アフリカ最高峰のキリマンジャロ、アフリカ第2の標高を持つケニア山などの高い山地が周囲に広がる。
また、ウガンダ、ルワンダ、ブルンジから、タンガニーカ湖へ至る西リフト・バレーがある。西リフト・バレーからマラウイ湖、モザンビークへと抜ける地溝帯を区別してニアサ・リフト・バレーと呼ぶこともある。
東リフト・バレーと西リフト・バレーに挟まれるように、ヴィクトリア湖があるが、このヴィクトリア湖の形成は大地溝帯の隆起が原因と考えられている。

## 形成

さまざまな地溝帯と海嶺の概念図。上から大地溝帯、紅海、大西洋

約1000万–500万年前から、大地溝帯の形成が始まったと考えられている。大地溝帯の形成は、地球内部のマントルの対流と関係がある。大地溝帯周囲は地熱温度が高いことが観測されている。これは、マントルの上昇流がこの辺りに存在していることを示している。マントルの上昇流は、マントル・プルーム（ホット・プルーム）とも呼ばれ、大陸分裂の主要因と考えられている。現に大地溝帯の北端近くには、ホット・プルームが地上に現れた形態であるアファールホットスポットがあることが知られている。
このマントル上昇流が全体として、大地溝帯周囲の地殻を押し上げ、さらに地殻に当ったマントル上昇流が東西に流れることで、アフリカ大陸東部を東西に分離する力につながっていると考えられている。このため、大地溝帯では、中央部に巨大な谷、周囲に高い山や火山を見ることができる。

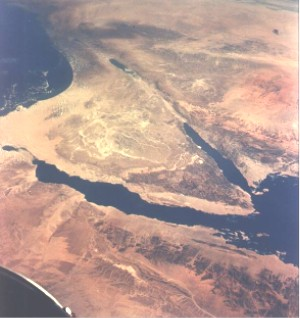
紅海がシナイ半島でスエズ湾（左）とアカバ湾（奥に死海）へ分かれる。

今のままで行けば、数十万–数百万年後には大地溝帯でアフリカ大陸が分裂すると予想されている。

## 気候への影響
アフリカ大陸東部には、インド洋からの湿った空気が流れ込んでくる。しかし大地溝帯周囲の高原地帯がこれを遮るため、高原地帯を抜ける風は湿度を失って乾燥した空気を大陸内部に供給する。これによりアフリカ大陸北部の砂漠地帯や東アフリカから中央アフリカにかけてのサバナ地帯形成の要因の一つになっていると考えられている。

## 人類誕生への影響
ケニアやタンザニアをはじめ、大地溝帯周辺では化石人類が多数発掘されている。これは、この地域は火山活動による堆積物が大量にあるため、化石が残りやすいからだと考えられている。発見される人類化石の多さから、大地溝帯は「人類生誕の地」とも呼ばれる。かつて最古の猿人とされていたアファール猿人は、アファールホットスポットのあるアファール地方で発見された化石人類である。
一方で、大地溝帯の形成が初期人類（ヒト科）の誕生を導いたとする仮説もある。フランスの人類学者イブ・コパン（コッパン）によるこの仮説は「イーストサイドストーリー（イースト・サイド物語）」と呼ばれている。アフリカ東部は、元来は現在のコンゴなど大陸中央部と同様、熱帯性の大森林に覆われた地域であった。しかし、800–1000万年前に大地溝帯の活動が始まり、その周辺に高地や山脈を含む隆起帯が形成されたことにより、大西洋側から大陸東部に湿った空気を運んでいた貿易風がさえぎられると、大地溝帯の東側は徐々に乾燥して森林が衰退し、やがてサバンナ（草原）に変わっていった。森林に住んでいた多くの類人猿は、この環境の変化に適応できずに絶滅したが、ヒトの祖先は樹上から地上に降りて、直立二足歩行に移行した。すなわち、乾燥化によって木と木の間隔が広がったことにより、木から木への移動を行う際に地面に降りる必要が生じ、ついに直立二足歩行を獲得した、とするものである。
この仮説は、一時は人類の起源についての定説となっていたが、その後の調査で、初期猿人の化石と共に、森林に棲息する哺乳類の化石が発見されると、猿人は森の中でも暮らしていたのではないかと考えられるようになった。さらに、2001年、ミシェル・ブルネ率いる国際研究チームによって、大地溝帯からはるかに離れたアフリカ中央部のチャド北部で、トゥーマイ猿人（サヘラントロプス・チャデンシス、600–700万年前）が発見されたことにより、最初期の猿人がアフリカ東部以外の地域にいたことが明らかになった。こうした新たな知見により、コパンのサバンナ説は否定的に再検証されるようになり、現在、多くの研究者は否定的な立場をとっている。